# Pang Qianyu
Pang Qianyu (in cinese 庞倩玉 pinyin Páng Qiànyù; 13 novembre 1996) è una lottatrice cinese, specializzata nella lotta libera.

## Palmarès
- Giochi olimpici

Tokyo 2020: argento nei 53 kg.
- Mondiali

Budapest 2018: bronzo nei 53 kg.
Nur-Sultan 2019: bronzo nei 53 kg.
- Campionati asiatici

Bangkok 2016: oro nei 53 kg.